# Tela olona
La tela olona è un tipo di tessuto grezzo, pesante e molto resistente ad armatura a tela con riduzione molto fitta. Un tessuto analogo, questa volta realizzato con filati più leggeri, è conosciuto come tela olonetta od Olona leggera.

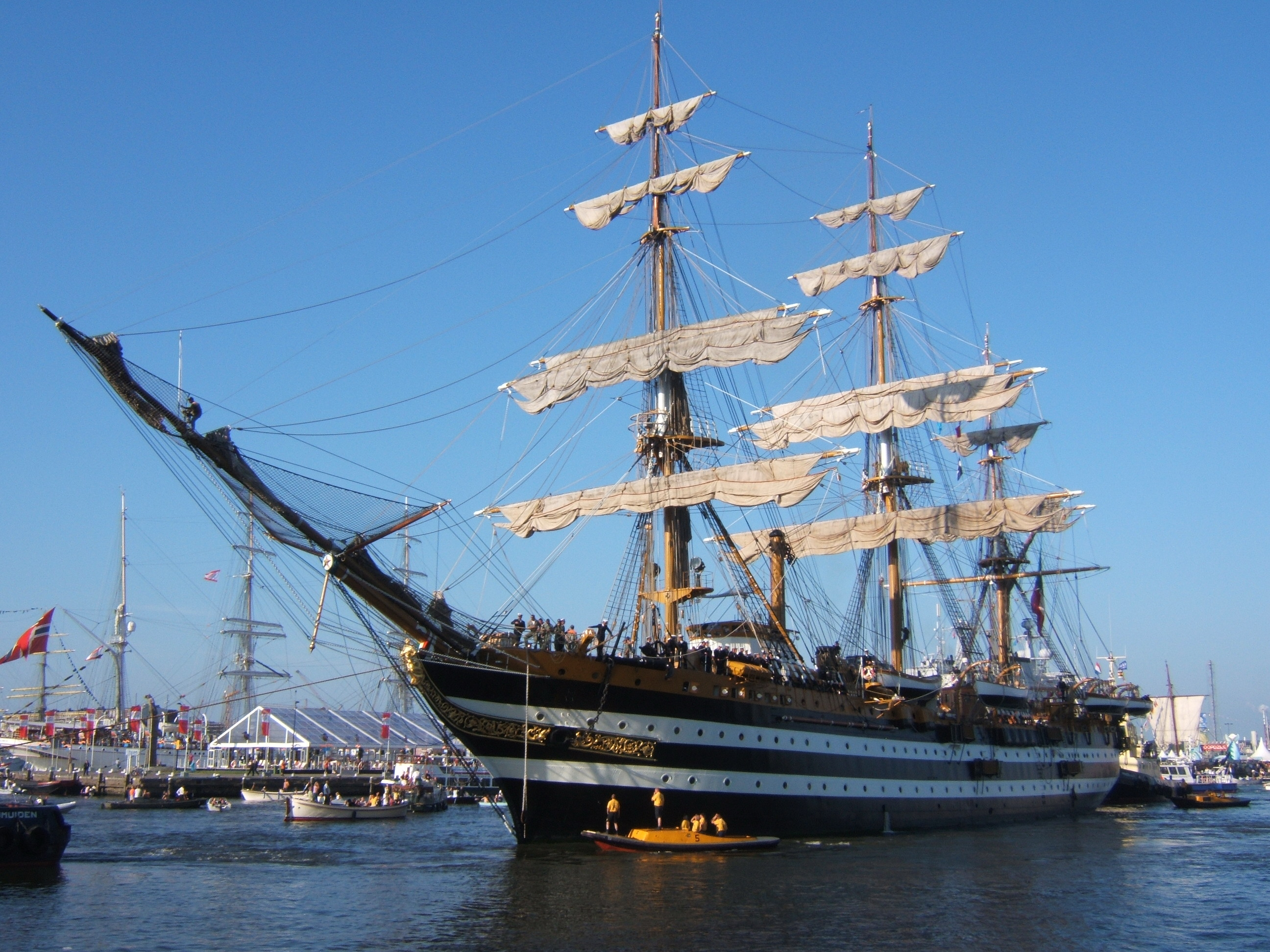
L'Amerigo Vespucci con la velatura in tela olona

## Storia

### Le origini
La sua origine è molto antica. Il nome deriva dal fiume Olona, che ne vide la nascita. Durante la fase preindustriale, i mulini che erano collocati lungo il suo corso e che in precedenza venivano utilizzati esclusivamente per fini agricoli, furono convertiti per attività artigianali come lo sbiancamento e la tintura dei tessuti. Questi impianti molinatori sfruttavano la forza motrice dell'acqua per far muovere i macchinari degli artigiani. La tela olona fu realizzata per la prima volta nelle tessitorie di Fagnano Olona, in provincia di Varese. Un'altra ipotesi sull'origine del tessuto suppone che la tela olona sia stata inventata a Olonne-sur-Mer, in Vandea. Quest'ultima ipotesi è però quella meno accreditata.

### Gli utilizzi
L'uso principale di questa tela, che la rese molto conosciuta e diffusa nei secoli scorsi, fu in campo nautico, per la veleria, i sacchi, i tendalini nautici e le brande (amache) dei marinai. Perfino le prime divise usate per la scherma furono realizzate in tela olona. Ancora oggi è usata per i velieri storici; l'Amerigo Vespucci, ad esempio, ha le vele in tela olona di canapa, che conferisce il caratteristico colore écru alla velatura.
Si utilizzava per tutti gli usi che esigevano un materiale robusto ed economico come: sacchi, zaini, teli di copertura, tende da sole, borse, valigie, calzature. Imbevuta con olio di lino diventava impermeabile e veniva usata come tela cerata per le capote di calessi e carri coperti, teloni, cerate impermeabili ed anche a copertura delle vetture tranviarie.
La troviamo nei capi di abbigliamento storico per casacche e camicie, e in quelli da lavoro.
Originariamente la tela olona era prodotta con fibre di canapa non tinta, ma con il calo di questa coltivazione in Italia, oggi viene prodotta con il cotone puro o cotone e lino.
Con la diffusione delle fibre sintetiche, della gomma, dei materiali plastici ed impermeabili l'uso di questo tessuto è andato calando. Erroneamente il nome Olona viene utilizzato per indicare telerie pesanti che nulla hanno a che vedere con il tessuto originale naturale.